# Bathybelos typhlops
Bathybelos typhlops är en djurart som tillhör fylumet pilmaskar, och som beskrevs av Owre 1973. Bathybelos typhlops ingår i släktet Bathybelos och familjen Bathybelosidae. Inga underarter finns listade i Catalogue of Life.